# Dexiosoma sumatrense
Dexiosoma sumatrense là một loài ruồi trong họ Tachinidae.